# Burg Schlossberg (La Neuveville)
Die Burg Schlossberg ist eine Höhenburg oberhalb des Städtchens La Neuveville am Bielersee im Kanton Bern.

## Geschichte
Sie wurde in den Jahren 1283 bis 1288 vom Fürstbischof von Basel als Festung gegen die Grafen von Neuenburg erbauen lassen. Die gegen Ende des 15. Jahrhunderts stark veränderte Burg war seit 1556 nicht mehr bewohnt. Sie wurde 1885 wiederhergestellt und bewohnbar gemacht. Seit dem Jahr 1933 ist sie, nach einer Renovation, genutzt und liegt am Schlossberg. (PETRIG Millesime).